# Hawassa City SC
Der Hawassa City Sport Club (amharisch ሀዋሳ ከተማ ስፖርት ክለብ) oder kurz Hawassa City SC, auch bekannt als Awassa Kenema, ist ein Fußballverein aus Awassa in Äthiopien. Der Verein spielt in der höchsten nationalen Liga, der äthiopischen Premier League.

## Geschichte
Der Verein wurde im Jahr 1977 unter dem Namen Hawassa Kenema gegründet. Mit der Ligareform und der Gründung der äthiopischen Premier League für die Saison 1997/98 trat der Verein erstmals in Erscheinung. In der Debütsaison erreichte Hawassa City den vierten Tabellenplatz. In der Spielzeit darauf konnte man die Vizemeisterschaft feiern, Meister wurde mit acht Punkten Vorsprung die Saint-George SA.
Im Jahr 2000 schaffte man es erstmals ins Pokalfinale, verlor jedoch gegen Ethiopian Coffee SC mit 1:2. 2001/02 war der Verein zum ersten Mal in Abstiegsnot; am Ende der Saison entschied ein Punkt und der Guna Trading FC musste stattdessen den Gang in die zweite Liga antreten. In der Saison 2003/04 gelang dem Klub der Gewinn des ersten Premier-League-Titels, der 2006/07 noch mal wiederholt werden konnte. 2005 feierte der Verein auch den ersten Pokalsieg in der Vereinsgeschichte. Im zweiten Finaleinzug gewann er im Elfmeterschießen gegen Muger Cement nach einem 2:2 in der regulären Spielzeit.
Hawassa City nahm durch seine nationalen Erfolge an der CAF Champions League 2005 sowie 2008 teil, scheiterte aber jeweils an al-Hilal Khartum und Simba SC in der ersten Runde. Auch bei der Teilnahme am CAF Confederation Cup 2006 war gegen Rayon Sports in der ersten Runde Schluss.
Im November 2016 kam der Ersatztorhüter Kibreab Dawit mit seinen zwei Kindern bei einem Feuer in Awassa ums Leben, die Frau überlebte schwer verletzt. Der Keeper war seit der Saison 2014/15 für Hawassa City tätig und bestritt sechs Startelfeinsätze in dieser Zeit. Im Oktober 2017 gelang dem Verein ein für äthiopische Verhältnisse großer Transfer, der Ghanaer Lawrence Lartey wechselte aus Tunesien vom Club Africain Tunis zu Awassa Kenema, zunächst nur mit einem Einjahresvertrag. Während der Saison 2017/18 wurde Cheftrainer Wubetu Abate entlassen, sein Co-Trainer Zelalem Shiferaw begleitete die Mannschaft bis zum Ende der Saison als Interimstrainer. Am 5. August 2018 verkündete der Verein eine Einigung über einen Zweijahresvertrag mit dem Trainer Addise Kassa, der zuvor schon beim Welkite City FC gearbeitet hatte. Sein Co-Trainer wurde Temesgen Dana, der schon erfolgreich die U17 und die U20 des Vereins zu einigen nationalen Titeln geführt hatte.
Seitdem bewegt sich die Mannschaft überwiegend im Mittelfeld der Tabelle mit Tendenz zu den unteren Tabellenplätzen. Mit Platz 4 in der Saison 2021/22 erreichten sie den besten Tabellenplatz seit dem vierten Platz in der Saison 2011/12.

## Weitere Abteilungen
Besonders für die Ausbildung junger Spieler ist der Verein national bekannt. So kamen schon einige nationale Talente aus der Jugendabteilung von Hawassa City, die den Sprung in die Nationalmannschaft oder auch ins Ausland in bessere Fußballligen schafften. Beispiele sind Shimelis Bekele, der 80-facher Nationalspieler und lange in der Egyptian Premier League (Ägypten) tätig ist, oder Adane Girma (45-facher Nationalspieler). Sowohl die U17 als auch die U20 gewann schon mehrere nationale Titel in ihrer Altersklasse.
Im Jahr 2016/17 gewann die U17 durch einen Sieg im Elfmeterschießen gegen die U17 der Saint-George SA die nationale Meisterschaft zum zweiten Mal in Folge.
Der erfolgreiche Jugendtrainer Temesgen Dana trainierte die U17 bis zum Ende der Saison 2015/16, stieg dann als Trainer der U20 auf, ehe er im August 2018 den Posten des Co-Trainers der ersten Mannschaft bekam.
Außerdem gibt es eine Frauenmannschaft, die ebenfalls in der höchsten nationalen Spielklasse aktiv ist.

## Stadion
Seine Heimspiele trägt der Klub im Awassa-Kenema-Stadion aus, das eine Kapazität von 60.000 Plätzen hat. Der Debub Police SC nutzt das Stadion ebenfalls.

## Titel und Erfolge
- Äthiopische Premier League (2×): 2003/04 & 2006/07
- Äthiopischer Pokal (1×): 2005

## Abschneiden in CAF-Wettbewerben
- CAF Champions League: 2 Teilnahmen
2005 – Vorrunde
2008 – Vorrunde
- CAF Cup: 1 Teilnahme
2000 – Erste Runde
- CAF Confederation Cup: 1 Teilnahme
2006 – Vorrunde

## Bekannte Spieler
- Adane Girma
- Ali Sulieman
- Arafate Djako
- Behailu Demeke
- Charles Lukwago
- Diosdado Mbele
- Lawrence Lartey
- Shimelis Bekele

## Bekannte Trainer
- Wubetu Abate